# Film and Television Institute of India

Le Film and Television Institute of India (FTII) est une école indienne qui forme aux métiers du cinéma et de la télévision. Elle est située dans les bâtiments de la Prabhat Film Company (en) à Pune.

## Historique
Depuis sa création en 1960, la FTII est devenue la principale école de cinéma et de télévision, formant les acteurs et les réalisateurs les plus connus de l'industrie du cinéma indien. La FTII est membre du Centre international de liaison des écoles de cinéma et de télévision (CILECT)

## Anciens élèves
- John Abraham
- Jaideep Ahlawat
- Vijay Arora
- Shabana Azmi
- Ramachandra Babu
- Jaya Bachchan
- Jahnu Barua
- Rakesh Bedi
- Sanjay Leela Bhansali
- Apurba Kishore Bir
- Raja Bundela
- Mithun Chakraborty
- Vidhu Vinod Chopra
- David Dhawan
- Danny Denzongpa
- K. G. George
- Subhash Ghai
- Adoor Gopalakrishnan
- Jaya Krishna Gummadi
- Rajkumar Hirani
- Prakash Jha
- Anish John
- Kranti Kanade
- Shakti Kapoor
- Shyamal Karmakar
- Shaji N. Karun
- Girish Kasaravalli
- Mani Kaul
- Ranjeeta Kaur
- Satish Kaul
- Satish Kaushik
- Mukesh Khanna
- Kulbhushan Kharbanda
- Sanjivan Lal
- Balu Mahendra
- Ketan Mehta
- Saeed Akhtar Mirza
- Raza Murad
- Navin Nischol
- Nishan
- Anjali Paigankar
- Rakesh Pandey
- Smita Patil
- Resul Pookutty
- Om Puri
- Sriram Raghavan
- Rajkummar Rao
- Rajeev Ravi
- Radha Saluja
- Renu Saluja
- Kundan Shah
- Naseeruddin Shah
- Kumar Shahani
- Divyendu Sharma
- Gurvinder Singh
- Shatrughan Sinha
- Santosh Sivan
- Rehana Sultan
- Santosh Thundiyil
- Pitobash Tripathy
- Umesh Upadhyay

## Anciens dirigeants
- Girish Karnad